# Динамометричний ключ

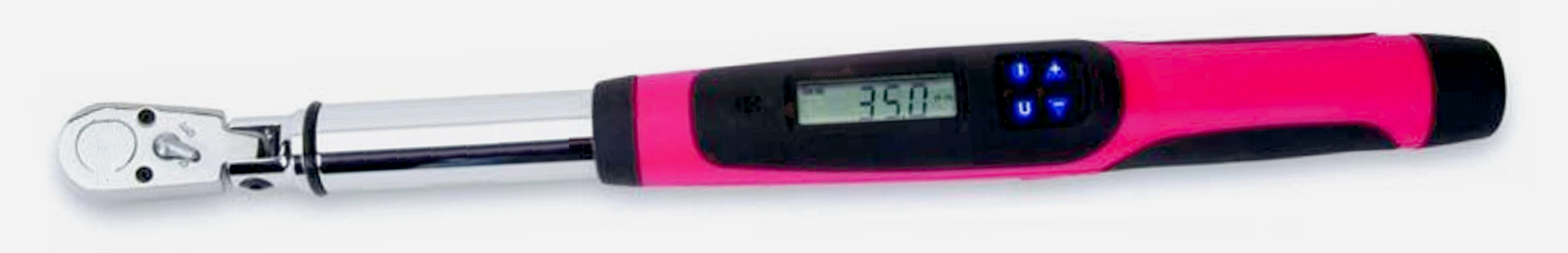
Цифровий динамометричний ключ

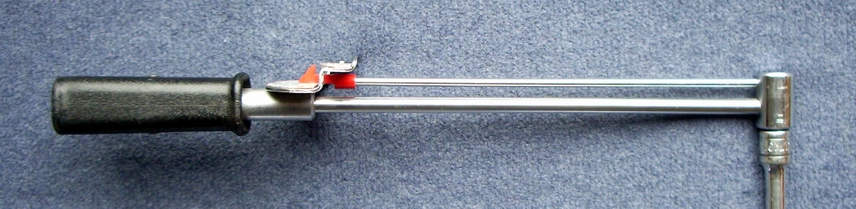
Стрілочний динамометричний ключ

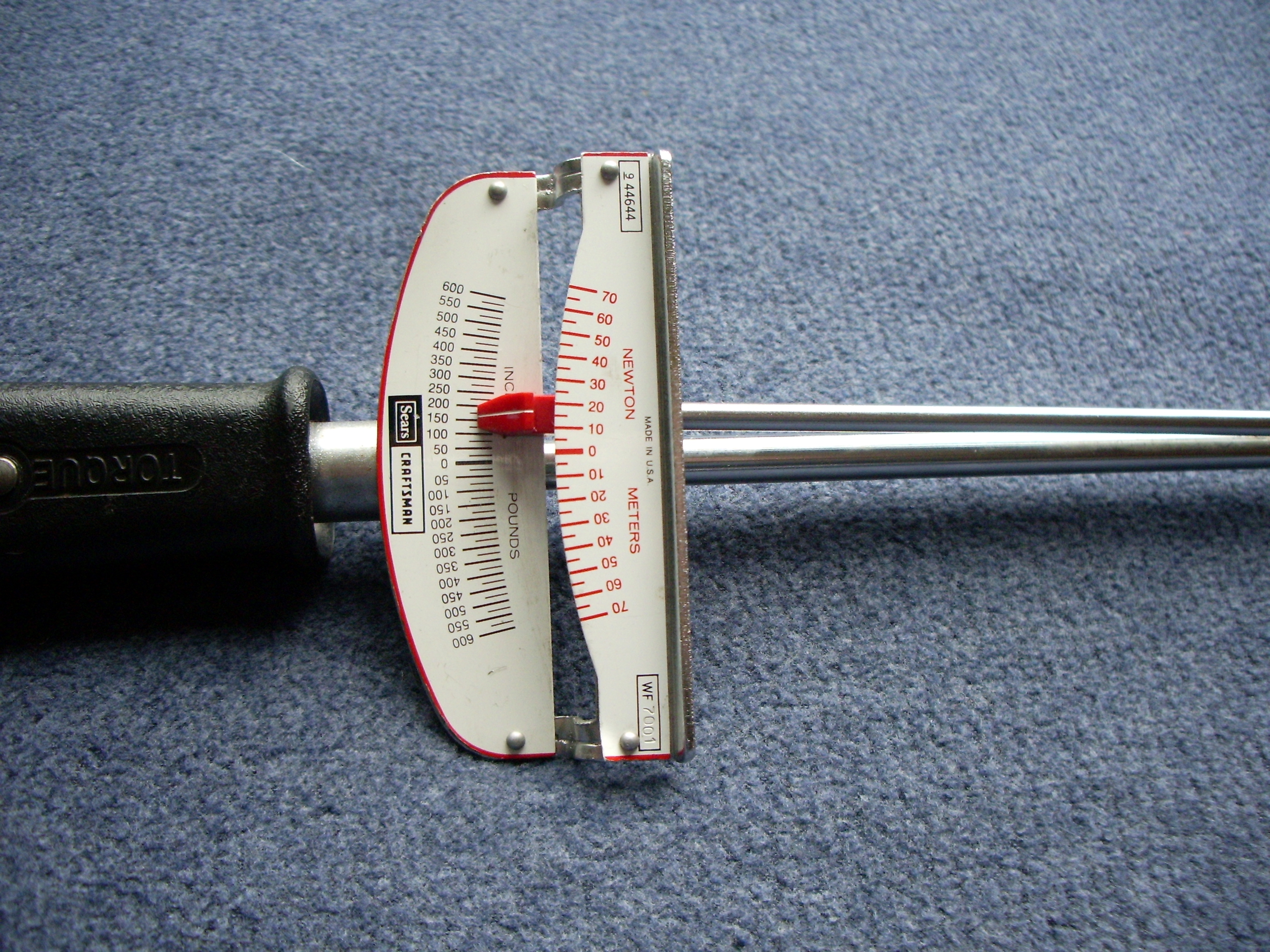
Шкала стрілочного динамометричного ключа

Динамометричний ключ або гайковий ключ з обмеженням на крутильний момент — ручний інструмент, гайковий ключ з вбудованим динамометром для контролю момента затягування різьбових з'єднань.
Динамометричні ключі застосовуються при збиранні конструкцій, для яких встановлені норми напруження в з'єднаннях конструктивних елементів, та з метою запобігання пошкодження (зрізання) різі або руйнування голівок болтів та гайок. Має два різновиди:
- з вимірювальною шкалою (механічною стрілковою або цифровою) — дозволяє контролювати момент на різьовому з'єднанні[1];
- з муфтою обігу (пружинний) — обмежує момент на різьовому з'єднанні наперед встановленим значенням, застосовується при масовому збиранні[2].

Визначення сили затягування в стрілковому (механічному) динамометричному ключі визначається за вигинанням важеля, яким виконується затягування. В цифровому динамометричному ключі, напруга у важелі вимірюється спеціальним давачем, сигнал з якого перетворюється в числове значення на екрані ключа. В пружинному ключі, обмеження сили встановлюється кульковим фіксатором з регульованою пружиною.